# Texture07
『Texture07』は、Koji Nakamura/Nyantoraのアルバム。2016年にMeltintoより発売された。

## 解説
SUPERCARのフロントマンである中村弘二がKoji Nakamura/Nyantora両名義で制作しているCD-Rシリーズ「Texture」の第7弾。
中村のオンラインショップ「Meltinto」や、ライブ会場で販売されている。
ジャケットのスタンプの色は青。また、今作から三角形の色紙が左下に挿入されるようになり、今作の色紙は青。
2018年4月21日に収録曲全ての曲名が発表された。

## 収録曲
1. New
2. Tyche
Texture Web2にも収録された。
3. Doom
4. Vakof
5. Frozen Time
6. Pupa
音源がSoundCloudで公開されている。「Texture04」の頃には既に存在していた楽曲。「Texture Web」にも収録された。後にショートPVが中村の公式Twitterで公開された。
7. Matsuri
8. Mare Tranquillitatis
9. 37
10. Fetal Memories
11. CR Lassen

全作曲・編曲：中村弘二